# Diaphanodon
Diaphanodon là một chi rêu trong họ Trachypodaceae.